# Mont Nokogiri (Akaishi)
Pour les articles homonymes, voir Mont Nokogiri (Chiba) et Mont Nokogiri (Hokkaidō).
Le mont Nokogiri (鋸岳, Nokogiri-dake) est une montagne culminant à 2 685 m d'altitude dans les monts Akaishi à la limite entre les préfectures de Nagano et Yamanashi au Japon. Cette zone est incluse dans le parc national des Alpes du Sud créé le 1er juin 1964.